# Eine Art zu leben
Eine Art zu leben – Über die Vielfalt menschlicher Würde ist ein philosophischer Essay des Schweizer Philosophen Peter Bieri von 2013. Darin definiert er den Begriff der Würde in ethischer und ontologischer Hinsicht neu. Bieri entwickelt in diesem Werk die These, dass die menschliche Würde nicht wie bisher vor allem durch theologische Einflüsse als eine metaphysische Eigenschaft des Menschen verstanden werden müsse, die seine spezifische Seinsweise bestimme, sondern vielmehr als eine gewisse Lebensform.
Dieses Postulat entsteht für ihn aus der Irritation heraus, die der Mensch der Vorstellung gegenüber empfindet, dass man die Würde zwar als ein Anrecht verstehen müsse, „das jedem Menschen innewohnt, das er in sich trägt und das man ihm nicht nehmen kann, ganz gleich, was man ihm an schrecklichen Dingen zufügen mag“: S. 12, das jedoch zugleich der elementaren menschlichen Erfahrung des Würdeverlustes widerspricht, der mit soziologischen Phänomenen wie Demütigung, verspielter Selbstachtung oder zerstörter Intimität einhergeht.
Der Essay wurde 2014 mit dem Tractatus-Preis ausgezeichnet.

## Die drei Dimensionen der Würde als Lebensform
Bieri unterscheidet bei seinem Würdebegriff zwischen drei Dimensionen. Zunächst (1.) „die Art, wie ich von anderen Menschen behandelt werde“.: S. 12 Dann (2.) die Frage, wie ein Individuum die Mitmenschen, mit denen es zusammenlebt, behandelt und welche Einstellung es zu ihnen hat. Und schließlich (3.) die Art, wie ein Subjekt zu sich selbst steht.: S. 13
Jeder dieser drei Dimensionen wird eine Leitfrage zugeordnet, in der die Unsicherheit darüber formuliert wird, welche Kriterien in Bezug auf das Verhältnis zwischen Subjekt und Objekt der Entwürdigung die Möglichkeit der Wahrung sowie die Gewissheit über die Zerstörung der menschlichen Würde festlegen.
Die Frage zur Beziehung zwischen Subjekt und Objekt, die sich auf das Objekt konzentriert (erste Dimension), lautet: „Was alles kann man jemandem wegnehmen, wenn man seine Würde zerstören will?“: S.13 Die Frage, die sich in dieser Beziehung auf das Subjekt konzentriert (zweite Dimension), lautet: „Welche Muster des Tuns und Erlebens den anderen gegenüber führt zu der Erfahrung, dass ich mir meine Würde bewahre, und mit welchem Tun und Erleben verspiele ich sie?“: S. 13 Die Frage zur Beziehung des Subjektes zu sich selbst (der Dissoziation des Subjektes in der dritten Dimension), lautet: „Welche Art, mich selbst zu sehen, zu bewerten und zu behandeln, gibt mir die Erfahrung der Würde?“: S. 13